# ニヤ県
ニヤ県（ニヤけん）は、中華人民共和国新疆ウイグル自治区ホータン地区に位置する県。

## 行政区画
1鎮、6郷を管轄。
- 鎮：ニヤ鎮（尼雅鎮）
- 郷：ニヤ郷（尼雅郷）、ロキヤ郷（若克雅郷）、サルゴゼク郷（薩勒吾則克郷）、イェイク郷（葉亦克郷）、エディル郷（安迪爾郷）、亜瓦通古孜郷

## 産業
崑崙山脈の山麓のオアシスで、ニヤ川に沿ってコムギ、トウモロコシ、綿などが栽培されている。

## 遺跡
- ニヤ遺跡 - 精絶国（チャドータ）の遺跡

## 交通

### 鉄道
- 中国国家鉄路集団
  - 和若線
    - ニヤ駅

### 道路
- 高速道路
  -  西和高速道路
- 国道
  - G216国道（タクラマカン砂漠公路）
  - G315国道